# Jack Tuijp
Jacobus Johannes (Jack) Tuijp (Volendam, 23 augustus 1983) is een Nederlands voormalig voetballer die meestal als centrumspits speelde. Hij kwam het grootste deel van zijn carrière uit voor FC Volendam. De media duiden zijn achternaam vaak foutief aan als Tuyp.
Tuijp, geboren in Volendam, begon net als vele andere voetballers uit het vissersdorp zijn voetballoopbaan bij RKAV Volendam. In het seizoen 2002/03 debuteerde hij namens FC Volendam in het betaalde voetbal. Na twee seizoenen vertrok hij naar FC Groningen. Hier speelde hij in zijn eerste seizoen elf competitiewedstrijden, waarna de club hem de daaropvolgende twee seizoenen verhuurde aan zijn oude club. Hierna contracteerde FC Volendam de aanvaller op vaste basis. Hij groeide uit tot een vaste waarde in het elftal en werd driemaal topscorer van de Eerste divisie.
In de zomer van 2013 vertrok Tuijp naar Hongarije om bij Ferencváros te spelen, uitkomend op het hoogste niveau. Nadat de Nederlandse trainer Ricardo Moniz in december door de club werd ontslagen speelde Tuijp geen enkele wedstrijd meer. Gedurende het seizoen 2014/15 verhuurde de club hem aan Helmond Sport. In de zomer van 2015 keerde Tuijp samen met Kees Kwakman terug bij FC Volendam. Na twee seizoenen werd zijn aflopende contract door FC Volendam niet verlengd, waarop hij eind mei 2017 bij ASV De Dijk tekende, dat het voorgaande seizoen was gepromoveerd naar de Tweede divisie. In januari 2018 beëindigde hij per direct zijn voetballoopbaan vanwege onrust rondom de club. Tuijp is met 176 doelpunten in 400 wedstrijden vice-topscorer aller tijden van FC Volendam, achter zijn oudoom Dick Tol.

## Clubcarrière

### FC Volendam
Tuijp begon met voetballen bij RKAV Volendam en maakte in zijn tienerjaren de overstap naar de jeugdopleiding van FC Volendam. In het seizoen 2002/03 stroomde hij door naar de selectie van het eerste elftal. Op 8 november 2002 maakte Tuijp zijn debuut in een met 2-1 verloren thuiswedstrijd tegen Fortuna Sittard. Hij kwam na 72 minuten binnen de lijnen als vervanger van Houssain Ouhsaine Ouichou. Op 14 februari 2003 begon Tuijp in een uitwedstrijd tegen HFC Haarlem voor het eerst in de basis en scoorde hij het enige doelpunt van de wedstrijd. Een week later was hij in een 6-1 overwinning op Go Ahead Eagles opnieuw trefzeker. Op 19 juni 2003 scoorde Tuijp de openingstreffer in de laatste poulewedstrijd van de nacompetitie tegen Heracles. Volendam won het duel met 3-1 en verzekerde zich hierdoor als poulewinnaar van promotie naar de Eredivisie. Tuijp maakte in zijn eerste seizoen tien doelpunten in 24 wedstrijden.
Tuijp maakte op 17 augustus 2003 in de seizoensopener tegen sc Heerenveen zijn debuut op het hoogste niveau. Tuijp werd onder trainer Henk Wisman en later onder diens opvolger Johan Steur eerste spits van de Volendammers en was een maand na zijn debuut voor het eerst trefzeker in de Eredivisie in een wedstrijd tegen ADO Den Haag. Hij kon echter zijn doelpuntenaantal van het voorgaande seizoen niet overtreffen. FC Volendam werd zeventiende en degradeerde naar de Eerste divisie.
In de Eredivisie was Volendam destijds de enige club met semi-profs in het team. Tuijp was een van die spelers. Hij had een jeugdcontract en was daarnaast student bedrijfseconomie aan de Hogeschool voor Economische Studies in Amsterdam.

### FC Groningen

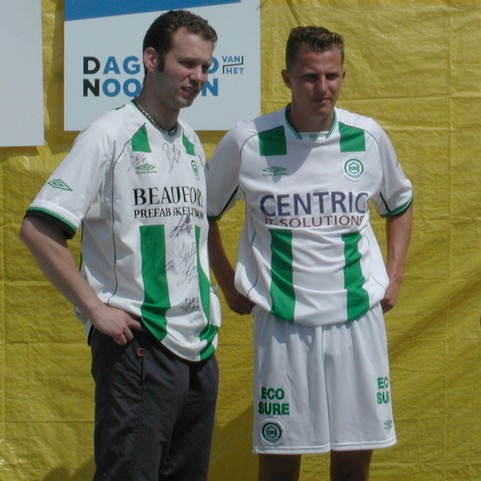
Tuijp (r.) namens FC Groningen

Tuijp daalde niet met FC Volendam af naar de Eerste divisie, maar tekende in de zomer van 2004 een vijfjarig contract bij Eredivisionist FC Groningen. Hij moest het in zijn eerste seizoen vooral doen met invalbeurten en stond van de elf wedstrijden die hij speelde slechts één keer in de basis. Tot scoren kwam hij behalve in wat oefenwedstrijden niet. Het werd een bittere teleurstelling voor hem in het hoge noorden. Hij keerde het daaropvolgende seizoen dan ook op huurbasis terug bij Volendam. Bij het andere oranje kwam Tuijp weer meer aan spelen toe en met de club werd hij dat seizoen derde achter kampioen Excelsior en vice-kampioen VVV-Venlo. Via de play-offs lukte het Tuijp met Volendam niet om te promoveren. In maart 2006, tegen het einde van het seizoen, bracht FC Groningen het nieuws naar buiten dat Tuijp, evenals ploeggenoot Kiran Bechan, op zoek mochten gaan naar een nieuwe club omdat er geen kans was op speelminuten bij Groningen.
FC Groningen besloot vervolgens om Tuijp wederom te verhuren. Ondanks interesse van BV Veendam en FC Dordrecht besloot de spits bij FC Volendam te blijven. Hij speelde dat seizoen 30 wedstrijden, waarin hij tien keer scoorde.

### Terugkeer bij Volendam
In juni 2007 keerde Tuijp terug bij Volendam. Hij tekende een contract voor drie seizoenen. Tuijp beleefde een zeer succesvol seizoen. In de laatste speelronde moest Volendam winnen van ADO Den Haag om kampioen te worden, omdat ADO er beter voor stond. Na 26 minuten spelen scoorde Tuijp de enige treffer van de wedstrijd en bezorgde Volendam daarmee het kampioenschap en een terugkeer naar de Eredvisie na een afwezigheid van vier seizoenen. Tuijp scoorde in de laatste zes competitiewedstrijden achtmaal (waaronder een hattrick tegen SC Cambuur) en werd topscorer van de Eerste divisie met 26 treffers. Tuijp had voorafgaand aan het seizoen een weddenschap afgesloten met zanger Jan Smit. Als hij 25 of meer doelpunten zou maken, moest Smit een nieuw clublied componeren. Tuijp behaalde dit aantal op 4 april in een uitwedstrijd tegen AGOVV (6-3 overwinning).

#### Seizoen 2008/09
Voorafgaand aan het seizoen 2008/09 verlengde Tuijp zijn aflopende contract bij Volendam tot medio 2011. Wederom was de terugkeer op het hoogste niveau van korte duur. Tuijp begon het seizoen goed en scoorde in de eerste wedstrijd thuis tegen Heerenveen tweemaal, maar kon niet voorkomen dat Heerenveen met 3-2 won. Hierna werd er zeven weken niet gewonnen. Op 2 november 2008 boekte Volendam pas weer een overwinning, tegen De Graafschap (3-1). Tuijp was eenmaal trefzeker in de wedstrijd. De ploeg uit Volendam bezette het gedurende het gehele seizoen een van de onderste plaatsen. In de KNVB beker was Tuijp succesvoller met de wijdbroeken. In de tweede ronde, waarin Volendam na strafschoppen won van VVV-Venlo, was Tuijp eenmaal doeltreffend. In de volgende ronde was Eredivisionist Ajax de tegenstander. Verrassend wist FC Volendam een verlenging uit het duel te slepen. Tuijp scoorde in de tweede helft van de verlenging de 1-0 en omdat daarna niet meer werd gescoord werden de Amsterdammers uitgeschakeld. In januari 2009 was de achtste finale van de KNVB beker tegen Excelsior. Hierin was Tuijp voor de derde keer op rij trefzeker in bekerverband. Na in de kwartfinale Roda JC te hebben verslagen, werd Volendam in de halve finale na een 2-0 nederlaag uitgeschakeld door Heerenveen. Tuijp begon in de basis en werd na 65 minuten vervanger door Melvin Platje. Op de laatste speeldag van de competitie speelde hekkensluiter Volendam tegen directe concurrent De Graafschap. Een overwinning moest behaald worden om directe degradatie te ontlopen. Tuijp schoot na 68 minuten op aangeven van Platje de 1-2 tegen de touwen, maar door een eigen doelpunt van Gerry Koning tien minuten later eindigde de wedstrijd in 2-2. Tuijp degradeerde ditmaal wel met Volendam mee naar het tweede niveau.
In het seizoen 2009/10 behaalde Tuijp een van de slechtste resultaten met FC Volendam. De club eindigde op de 16e plaats, de op een na laagste klassering ooit. Tuijp werd wel met 17 treffers clubtopscorer. Het volgende seizoen eindigde Volendam op de zesde plaats en plaatste zich zodoende voor de play-offs. Hierin versloeg Volendam in de eerste ronde MVV Maastricht. In de tweede ronde bleek VVV-Venlo te sterk. Tuijp speelde alle play-off wedstrijden mee. Aan het einde van het seizoen verlengde hij zijn contract met twee jaar.

#### Twee topscorerstitels
In het seizoen 2011/12 wist Tuijp in de eerste periode acht doelpunten te maken en was hij zeven wedstrijden op rij trefzeker. Het leverde hem zijn eerste Bronzen Stier op als topscorer van de eerste periode. In de laatste wedstrijd van deze reeks scoorde de aanvaller een hattrick in een met 6-1 gewonnen wedstrijd tegen het in 2013 failliet verklaarde AGOVV. Hiermee bracht Tuijp zijn totale aantal competitiedoelpunten voor Volendam op 109 en steeg hij naar de tweede plek op de topscorerslijst aller tijden op basis van competitiewedstrijden. Tuijp scoorde vervolgens tweemaal tegen respectievelijk Telstar en Helmond Sport. Tuijp werd in de tweede periode wederom topscorer en kreeg zijn tweede Bronzen Stier uit handen van zanger Jan Smit. Hij eindigde het seizoen met 20 treffers en werd voor de tweede keer topscorer van de Eerste divisie. Volendam eindigde het seizoen op een teleurstellende twaalfde plaats. Desondanks werd Tuijp aan het einde van het seizoen door de supporters verkozen tot speler van het jaar.
Coach Hans de Koning benoemde Tuijp voor het seizoen 2012/13 tot aanvoerder van FC Volendam. Opnieuw scoorde Tuijp aan de lopende band voor zijn club. In 17 van de 28 wedstrijden die hij dat seizoen speelde was hij doeltreffend. Tegen FC Eindhoven (4-1), Excelsior (3-1) en FC Oss (2-2) scoorde hij twee keer. Op 10 februari 2013 scoorde hij in een wedstrijd tegen Telstar (6-2 overwinning) drie doelpunten en gaf hij een assist. Tuijp werd voor de tweede keer op rij en voor de derde keer in totaal topscorer van de Eerste divisie. De Volendammer kwam tot een aantal van 27 doelpunten, waarmee hij zijn persoonlijke record uit het seizoen 2007/08 verbrak. Toen scoorde hij één doelpunt minder. Aan het einde van het seizoen werd Tuijp verkozen tot beste speler van de Jupiler League en ontving hij van bondscoach Louis van Gaal de Gouden Stier. Ondanks al deze persoonlijke successen zat het Volendam niet mee. Op de laatste speelronde was een gelijkspel voldoende voor het kampioenschap, maar er werd verloren van Go Ahead Eagles. Datzelfde Go Ahead Eagles promoveerde later via de play-offs ten koste van Volendam naar de Eredivisie.

#### Vertrek
In maart 2013 deed FC Volendam Tuijp een aanbod om diens aflopende contract te verlengen, maar hij ging hier niet mee akkoord. Hij gaf te kennen naar een club in het buitenland te willen en wilde de aankomende zomer profiteren van zijn transfervrije status. Tuijp had het voorgaande seizoen ook al willen vertrekken bij de palingboeren, nadat hij in de belangstelling stond van het Azerbeidzjaanse Khazar Lenkoran. FC Volendam vroeg echter een te hoge prijs voor de speler, waardoor er een streep door de transfer ging. De transfervrije Tuijp genoot in de zomer van 2013 de interesse van het Griekse AEK Athene, maar dit liep op niks uit.

### Ferencváros
Op 8 juli 2013 tekende Tuijp een tweejarig contract bij Ferencvárosi TC. Bij de Hongaarse club kwam hij veel landgenoten tegen. Julian Jenner, Mark Otten en Arsenio Valpoort speelden al bij Ferencváros, Ricardo Moniz was er coach. Tuijp maakte zijn debuut voor de club op 27 juli tijdens de seizoensopener uit tegen Pécsi MFC. Hij scoorde na 28 minuten de openingstreffer. Nadat Pécsi na een uur spelen gelijk had gemaakt, won Ferencváros de wedstrijd uiteindelijk met 2-1, dankzij een doelpunt van landgenoot Arsenio Valpoort in de 77e minuut.
Tuijp verloor echter na vier wedstrijden zijn basisplaats. Vervolgens liep hij tijdens een training in oktober een enkelblessure op die hem twee maanden aan de kant hield. Op 30 november maakte hij zijn rentree in een wedstrijd tegen Pécsi, toen hij in blessuretijd binnen de lijnen kwam. Drie dagen later werd trainer Ricardo Moniz ontslagen vanwege tegenvallende resultaten. Eind september was speler Akeem Adams getroffen door een hartstilstand en nadien was er slechts één wedstrijd winnend afgesloten. In de laatste wedstrijd voor de winterstop zat Tuijp onder interim-trainer Csaba Máté het hele duel op de bank. Op 8 december werd Thomas Doll aangesteld als nieuwe trainer. De Duitser besloot al gauw dat Tuijp niet in zijn systeem paste en haalde met Benjamin Lauth een nieuwe spits. In februari 2014 werd Tuijp samen met Mark Otten en Arsenio Valpoort teruggezet naar het tweede elftal.

Ik heb gedacht: zal ik stoppen? Maar het leven van een voetballer is zo mooi, dus ik moest het oppakken.
— Jack Tuijp in 2015 over zijn periode bij Ferencváros

Na afloop van het seizoen wilde Ferencváros dat Tuijp zijn contract in zou leveren, maar hier ging hij niet mee akkoord. De club begon vervolgens de speler buiten te sluiten. Zijn pasje met toegang tot de hoofdpoort van het complex werd afgenomen en hij moest drie keer per dag individueel en zonder bal trainen. Daarnaast miste hij sociaal contact doordat alle Nederlandse spelers inmiddels waren vertrokken.

### Verhuur aan Helmond Sport
Op 14 augustus 2014 werd bekend dat Tuijp terug zou keren naar Nederland om het seizoen op huurbasis bij Helmond Sport af te maken. Hij was echter nog niet wedstrijdfit waardoor hij voor de seizoensopener tegen Jong FC Twente niet bij de selectie zat. Een week later volgde zijn debuut in een wedstrijd tegen FC Oss (2-1 overwinning). Tuijp kwam na 73 minuten het veld in als vervanger van Oumar Diouck. Op 3 oktober maakte Tuijp zijn eerste doelpunt voor Helmond Sport in een wedstrijd tegen VVV-Venlo. Desondanks won VVV met 2-1. In november was hij drie wedstrijden op rij trefzeker tegen achtereenvolgens Telstar, Achilles '29 en Jong PSV. In de een-na-laatste wedstrijd voor de winterstop liep Tuijp een hamstringblessure op, wat ervoor zorgde dat hij een week later tegen zijn oude club Volendam niet in actie kwam. Door aanhoudend blessureleed kwam Tuijp in de tweede seizoenshelft steeds minder in actie voor Helmond Sport en verloor hij uiteindelijk zijn basisplaats.
Een bijzonder moment vond plaats tijdens de laatste wedstrijd van het seizoen, tegen Telstar. In de slotminuten kreeg Telstar een strafschop en werd doelman Wouter van der Steen met een rode kaart het veld uitgestuurd. Helmond Sport had echter al driemaal gewisseld, waardoor Jack Tuijp de keepershandschoenen moest aantrekken. Hij wist de inzet van Tim Keurntjes niet te stoppen, die zodoende de eindstand op 4-0 bracht.

### FC Volendam, derde periode
Op 6 mei 2015 maakte FC Volendam via de officiële kanalen bekend dat Tuijp en Kees Kwakman het aankomende seizoen terugkeerden. Tuijp begon aan zijn derde periode en Kwakman begon aan zijn tweede periode bij Volendam. De Volendammers tekenden een contract voor respectievelijk twee en drie jaar. Tuijp kende een uitstekende seizoensstart. Hij scoorde in de eerste vier wedstrijden tegen NAC Breda, FC Den Bosch, FC Dordrecht (2x) en Fortuna Sittard. Hierna volgde echter een lange periode zonder doelpunten. Volendam won desondanks ongeslagen de eerste periode. Op 19 februari 2017 was Tuijp weer eens trefzeker in een gelijk gespeelde wedstrijd tegen Almere City. Hij sloot het seizoen af met acht competitietreffers en was vice-clubtopscorer achter Bert Steltenpool.
Tuijp scoorde op 12 augustus 2016 zijn eerste doelpunt van het seizoen 2016/17 in een wedstrijd tegen FC Eindhoven (0-1 winst). In de twee wedstrijden die volgden trof hij beide keren doel. Tuijp scoorde in de maand september driemaal. Eerst won Volendam dankzij zijn treffer verrassend een uitduel tegen koploper VVV-Venlo met het kleinste verschil. Een week later, op 16 september, was hij tweemaal trefzeker tegen Jong FC Utrecht. Vier dagen later speelde Tuijp met Volendam in de eerste ronde van de KNVB beker tegen MVV Maastricht. Volendam kwam in de 62e minuut op een 3-1 achterstand, nadat Tuijp eerder al de eerste treffer van Volendam voor zijn rekening had genomen. Tuijp scoorde vervolgens in de 71e en in de 77e minuut en zorgde er met zijn hattrick voor dat er een verlenging kwam. In de verlenging werd niet gescoord, waarna Volendam na strafschoppen won en verder bekerde. In maart 2017 maakte FC Volendam bekend zijn aflopende contract niet te verlengen. Tuijp kwam in de tweede seizoenshelft steeds minder voor in de plannen van trainer Robert Molenaar, die de voorkeur gaf aan Bert Steltenpool. Op 21 april 2017 scoorde Tuijp zijn laatste doelpunt als speler van FC Volendam in een wedstrijd tegen FC Oss (2-2). Dankzij zijn doelpunt in blessuretijd hield Volendam een punt over aan het duel. Aan het einde van het seizoen plaatste Volendam zich met een zesde plaats voor de play-offs. Eerste tegenstander was NAC Breda. Na in de verloren thuiswedstrijd niet in actie te zijn gekomen, bracht interim-trainer Johan Steur hem na 73 minuten in het veld als vervanger van Rihairo Meulens. NAC won in eigen huis met 2-0 en ging door naar de volgende ronde. Na dit laatste duel werd Tuijp bedankt door de meegereisde supporters en was hij in tranen. Tuijp speelde in totaal 400 wedstrijden voor FC Volendam, waarin hij 176 keer scoorde. Hij ging de boeken in als vice-topscorer van FC Volendam, achter Dick Tol (276 treffers).
Op 3 september 2017, voorafgaand aan de wedstrijd tussen FC Volendam en SC Cambuur, nam Tuijp afscheid van de fans. Hij ontving van FC Volendam een oorkonde omdat hij meer dan tien seizoenen in het eerste elftal van de club heeft gespeeld en werd benoemd tot Lid van Verdienste.

### ASV De Dijk
Nadat eind maart bekend was geworden dat Tuijp aan het einde van het seizoen ging stoppen bij FC Volendam, ging hij op zoek naar een nieuwe club. Een andere club in het betaald voetbal was niet aan de orde. Tuijp, woonachtig in Volendam, was net vader van zijn tweede kind geworden en wilde niet ver reizen. Na afloop van de laatste wedstrijd van het seizoen liet Tuijp in een interview met Fox Sports weten dat hij in gesprek was met een club uit de Tweede divisie. Tien dagen later tekende hij een contract tot medio 2018 bij ASV De Dijk, dat het voorgaande seizoen was gepromoveerd naar de Tweede divisie. De club had hem een jaar eerder al geprobeerd over te nemen, maar Tuijp had destijds aangegeven zijn contract bij FC Volendam te willen uitdienen. Hij werd gehaald als opvolger van de naar FC Den Bosch vertrokken spits Dennis Kaars. Bij De Dijk werd Tuijp herenigd met oud-collega's Jeroen Verhoeven, Frank Schilder, Maarten Woudenberg, Achmed Ahahaoui en Harry Zwarthoed.
Op 5 augustus speelde De Dijk een oefenwedstrijd tegen Volendam op Sportpark Schellingwoude. Het was voor Tuijp de tweede keer dat hij tegen FC Volendam speelde. Laatstgenoemde won de wedstrijd met 4-0, dankzij doelpunten van Kevin van Kippersluis, Joey Veerman, Alex Plat en een eigen treffer van doelman Jeroen Verhoeven. Op 2 september 2017 maakte Tuijp zijn officiële debuut voor De Dijk in de Tweede divisie in een wedstrijd tegen Jong Sparta Rotterdam (1-0 overwinning). Hij kwam na 56 minuten binnen de lijnen als vervanger van Robert Verschraagen. Ruim een maand later scoorde hij zijn eerste doelpunt voor de Amsterdammers in een 3-1 overwinning op Barendrecht. Op 25 oktober 2017 keerde Tuijp voor even als speler terug in het Kras Stadion. De Dijk speelde een bekerwedstrijd tegen Ajax en omdat het eigen sportpark om veiligheidsredenen niet gebruikt mocht worden werd besloten om uit te wijken naar het stadion van FC Volendam. Ajax won het duel met 4-1.
Op 7 november 2017 stapte geldschieter Heino Braspenning per direct op als hoofdsponsor van ASV De Dijk. Aanleiding hiervoor was een conflict binnen de club. Dat kwam het toenmalige bestuur op verbale intimidatie en bedreiging te staan. Vanwege alle onrust besloten verscheidene spelers de club te verlaten, waaronder ook Jack Tuijp. Tuijp maakte op 31 januari 2018 bekend per direct te stoppen bij ASV De Dijk en zijn voetbalschoenen aan de wilgen te hangen. Eerder namen Abderrahim Loukili, Jerghinio Sahadewsing en Nabil el Gourari al eenzelfde beslissing. Tuijp speelde in totaal veertien wedstrijden voor De Dijk, waarin hij vijfmaal doel trof.

## Clubstatistieken
| Seizoen         | Club                   | Competitie        | Competitie | Competitie | Beker | Beker | Overig | Overig | Totaal | Totaal |
| Seizoen         | Club                   | Competitie        | Wed.       | Dlp.       | Wed.  | Dlp.  | Wed.   | Dlp.   | Wed.   | Dlp.   |
| --------------- | ---------------------- | ----------------- | ---------- | ---------- | ----- | ----- | ------ | ------ | ------ | ------ |
| 2002/03         | FC Volendam            | Eerste divisie    | 18         | 7          | 0     | 0     | 6      | 3      | 24     | 10     |
| 2003/04         | FC Volendam            | Eredivisie        | 28         | 7          | 3     | 1     | 6      | 1      | 37     | 9      |
| Club totaal     | Club totaal            | Club totaal       | 46         | 14         | 3     | 1     | 12     | 4      | 61     | 19     |
| 2004/05         | FC Groningen           | Eredivisie        | 11         | 0          | 0     | 0     | 0      | 0      | 11     | 0      |
| Club totaal     | Club totaal            | Club totaal       | 11         | 0          | 0     | 0     | 0      | 0      | 11     | 0      |
| 2005/06         | → FC Volendam (huur)   | Eerste divisie    | 33         | 15         | 4     | 2     | 5      | 0      | 42     | 17     |
| 2006/07         | → FC Volendam (huur)   | Eerste divisie    | 30         | 10         | 1     | 0     | 1      | 0      | 32     | 10     |
| 2007/08         | FC Volendam            | Eerste divisie    | 35         | 26         | 1     | 0     | 0      | 0      | 36     | 26     |
| 2008/09         | FC Volendam            | Eredivisie        | 25         | 6          | 4     | 3     | 0      | 0      | 29     | 9      |
| 2009/10         | FC Volendam            | Eerste divisie    | 38         | 17         | 1     | 0     | 0      | 0      | 39     | 17     |
| 2010/11         | FC Volendam            | Eerste divisie    | 29         | 9          | 2     | 0     | 4      | 0      | 35     | 9      |
| 2011/12         | FC Volendam            | Eerste divisie    | 29         | 20         | 2     | 1     | 0      | 0      | 31     | 21     |
| 2012/13         | FC Volendam            | Eerste divisie    | 31         | 27         | 0     | 0     | 4      | 1      | 35     | 28     |
| Club totaal     | Club totaal            | Club totaal       | 296        | 144        | 18    | 7     | 26     | 5      | 340    | 156    |
| 2013/14         | Ferencváros            | Nemzeti Bajnokság | 7          | 1          | 1     | 0     | 0      | 0      | 8      | 1      |
| Club totaal     | Club totaal            | Club totaal       | 7          | 1          | 1     | 0     | 0      | 0      | 8      | 1      |
| 2014/15         | → Helmond Sport (huur) | Eerste divisie    | 25         | 6          | 1     | 0     | 0      | 0      | 26     | 6      |
| Club totaal     | Club totaal            | Club totaal       | 25         | 6          | 1     | 0     | 0      | 0      | 26     | 6      |
| 2015/16         | FC Volendam            | Eerste divisie    | 24         | 8          | 0     | 0     | 2      | 0      | 26     | 8      |
| 2016/17         | FC Volendam            | Eerste divisie    | 30         | 9          | 3     | 3     | 1      | 0      | 34     | 12     |
| Club totaal     | Club totaal            | Club totaal       | 350        | 161        | 21    | 10    | 29     | 5      | 400    | 176    |
| 2017/18         | ASV De Dijk            | Tweede divisie    | 12         | 5          | 2     | 0     | 0      | 0      | 14     | 5      |
| Club totaal     | Club totaal            | Club totaal       | 12         | 5          | 2     | 0     | 0      | 0      | 14     | 5      |
| Carrière totaal | Carrière totaal        | Carrière totaal   | 405        | 173        | 25    | 10    | 29     | 5      | 459    | 188    |

Bijgewerkt t/m 31 januari 2018

## Interlandcarrière

### Jong Oranje
Tuijp maakte op 20 mei 2003 zijn debuut in Jong Oranje in een vriendschappelijke interland tegen België onder 21. Op 2 september 2003 werd hij samen met Anouar Diba door interim-bondscoach Cor Pot opgeroepen voor twee kwalificatieduels voor het EK 2004 tegen respectievelijk Oostenrijk en Tsjechië. Tuijp kwam beide duels in actie. In februari 2004 maakte hij zijn eerste interlanddoelpunt in een 3-2 nederlaag tegen de leeftijdsgenoten van Engeland. Nadat Tuijp in de zomer van 2004 de overstap had gemaakt van FC Volendam naar FC Groningen, werd hij nog één keer opgeroepen voor Jong Oranje. Doordat Tuijp spits Klaas-Jan Huntelaar voor zich moest dulden, speelde hij voornamelijk mee in vriendschappelijke wedstrijden. In totaal speelde Tuijp zes interlands, waarin hij één doelpunt wist te maken.

#### Gespeelde interlands
| Interlands van Jack Tuijp voor Nederland –21 | Interlands van Jack Tuijp voor Nederland –21 | Interlands van Jack Tuijp voor Nederland –21 | Interlands van Jack Tuijp voor Nederland –21 | Interlands van Jack Tuijp voor Nederland –21 | Interlands van Jack Tuijp voor Nederland –21 |
| №                                            | Datum                                        | Wedstrijd                                    | Uitslag                                      | Competitie                                   | Goals                                        |
| Als speler bij FC Volendam                   | Als speler bij FC Volendam                   | Als speler bij FC Volendam                   | Als speler bij FC Volendam                   | Als speler bij FC Volendam                   | Als speler bij FC Volendam                   |
| -------------------------------------------- | -------------------------------------------- | -------------------------------------------- | -------------------------------------------- | -------------------------------------------- | -------------------------------------------- |
| 1                                            | 20 mei 2003                                  | Nederland – België                           | 3 – 0                                        | Vriendschappelijk                            |                                              |
| 2                                            | 5 september 2003                             | Nederland – Oostenrijk                       | 0 – 0                                        | Kwalificatie EK 2004                         |                                              |
| 3                                            | 9 september 2003                             | Tsjechië – Nederland                         | 1 – 2                                        | Kwalificatie EK 2004                         |                                              |
| 4                                            | 17 februari 2004                             | Engeland – Nederland                         | 3 – 2                                        | Vriendschappelijk                            | 46'                                          |
| 5                                            | 30 maart 2004                                | Nederland – Frankrijk                        | 1 – 1                                        | Vriendschappelijk                            |                                              |
| Als speler bij FC Groningen                  |                                              |                                              |                                              |                                              |                                              |
| 6                                            | 8 februari 2005                              | Engeland – Nederland                         | 1 – 2                                        | Vriendschappelijk                            |                                              |

N.B. De vriendschappelijke wedstrijd tegen FC Den Bosch op 27 april 2004 is niet opgenomen in de lijst.

## Spelersprofiel

### Speelstijl
Jack Tuijp is een typische centrumspits die fungeert als afmaker. Tuijp is geen speler van de individuele actie, maar corrigeert dit met zijn scorend vermogen. Hij werd twee seizoenen achter elkaar topscorer van de Eerste divisie. Hij mist echter snelheid, wat hem volgens critici een typische Eerste-divisie spits maakt. In een interview met De Volkskrant uit april 2013 reageerde Tuijp op de kritiek die mensen op hem hadden:

Te langzaam. Maar ik heb er 27 gemaakt. Waar is dan die snellere spits die er 28 heeft gemaakt?

Als topscorer was Tuijp jarenlang van grote waarde voor FC Volendam. Tuijp heeft het vermogen om een tegenstander uit te spelen en om andere spelers vrij te zetten voor de doelman. Door zijn traagheid kan hij echter niet ver van de goal afspelen en moeten de middenvelders achter hem veel lopen om de inschuivende verdedigers van de tegenstanders te stoppen.

### Clubicoon
Jack Tuijp ontpopte zich tot clubicoon van FC Volendam. Hij werd geboren in Volendam, woont in Volendam, is getrouwd met een Volendamse en speelde in totaal 12 seizoenen voor FC Volendam. Het feit dat hij een 'rasechte Volendammer' is, zoals Tuijp zichzelf omschrijft, maakte hem van tevoren al geliefd bij het lokale publiek. Tuijp was van jongs af aan supporter van FC Volendam en bezocht samen met Kees Kwakman de verloren bekerfinale van 1995 tegen Feyenoord in De Kuip. In het seizoen 2002/03, waarin FC Volendam promoveerde naar het hoogste niveau, was Jack Tuijp een van de vijf Volendammers in het eerste elftal, naast Kwakman, Ruud Kras, Maurice Buys en Gerry Koning. Na een seizoen bij FC Groningen keerde Tuijp weer terug bij het andere oranje. In 2007, toen hij in de kampioenswedstrijd tegen ADO Den Haag de enige treffer van de wedstrijd maakte, maakte Tuijp zich onsterfelijk bij Volendam. Een jaar later schakelde Volendam dankzij zijn doelpunt in de verlenging Ajax uit in de KNVB beker. Tuijp gaf later aan dat dit de mooiste momenten van zijn spelersloopbaan waren.

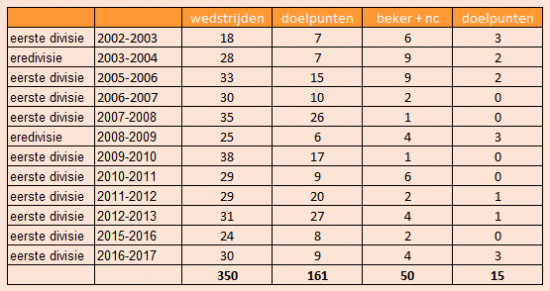
Statistieken Tuijp bij FC Volendam

Met twee achtereenvolgende topscorerstitels verliet Tuijp Volendam voor het Hongaarse Ferencváros. Nadat de Hongaarse competitie in december stillag, kreeg Tuijp van Volendam de mogelijkheid om mee te trainen om zijn conditie op peil te houden en werd hij voorafgaand aan de wedstrijd tegen Fortuna Sittard bedankt door de Volendam-aanhang. Hiermee liet Volendam zien dat de speler altijd welkom was. Na een verhuurperiode bij Helmond Sport ging Tuijp dan ook voor de derde keer aan de slag bij FC Volendam. Hij liet zich meteen gelden door in de eerste periode meerdere keren doel te treffen en veroverde zodoende wederom een plek in de harten van de Volendamse voetbalsupporters.
Dat Tuijp als een clubicoon wordt beschouwd, blijkt ook uit het feit dat hij de enige speler is waarvoor de supporters een eigen lied hadden. Als Tuijp een doelpunt had gemaakt was vaak Ay-Ya-Jacky-Jacky Tuijp te horen in het Kras Stadion, een zelfbedachte variant van het nummer "Ya ya yippee" van de meidengroep K3. Nadat de spelersbus van FC Volendam terugkeerde in het vissersdorp na de laatste wedstrijd van Jack Tuijp, tegen NAC Breda, stonden veel supporters klaar om Tuijp persoonlijk te bedanken voor zijn tientallen jaren in dienst van de club. Tuijp liep tijdens zijn afscheid in september 2017 een ereronde over het veld van Volendam en kreeg een staande ovatie van het publiek, een laatste dankbetuiging. Zijn prestaties in het oranje shirt van FC Volendam leverde hem de bijnaam Mister FC Volendam op.
Na zijn vertrek bij FC Volendam liep Tuijp vanaf de zomer van 2017 stage bij de club, terwijl hij ook nog een half jaar bij de amateurs van ASV De Dijk voetbalde. Per 1 januari 2018 werd hij aangesteld als medewerker commercie en evenementen en was hij tevens technisch adviseur. Daarna werd hij accountmanager en twee ochtenden in de week spitsentrainer, totdat hij medio 2020 zijn contract opzegde en afscheid nam van de voetbalwereld.
Op 4 april 2023 keerde Tuijp voor even terug als voetballer in het Kras Stadion. Hij was onderdeel van een selectie van oud-spelers die het opnam tegen Creators FC (een voetbalteam van Youtubers) in een benefietwedstrijd. Hierin scoorde hij vier keer. In maart 2024 keerde Tuijp weer terug bij FC Volendam. De oud-aanvaller ging, samen met onder meer Arnold Mühren, deel uitmaken van een technische adviesgroep die door de club in het leven was geroepen. Per 1 juli 2024 sloot Tuijp aan bij de nieuwe Raad van commissarissen van FC Volendam.

## Erelijst

### MetFC Volendam
| Nationaal                                           |    |         |
| Promotie naar Eredivisie via nacompetitie/play-offs | 1× | 2002/03 |
| Kampioen Eerste Divisie                             | 1× | 2007/08 |

### Individueel
| Competitieverband           |    |                           |
| Gouden Stieren              |    |                           |
| Topscorer Eerste Divisie    | 3× | 2007/08, 2011/12, 2012/13 |
| Beste speler Eerste Divisie | 1× | 2012/13                   |
| Bronzen Stieren             |    |                           |
| Topscorer eerste periode    | 1× | 2011/12                   |
| Topscorer tweede periode    | 1× | 2011/12                   |
| Beste speler vierde periode | 1× | 2012/13                   |
| Clubverband                 |    |                           |
| Speler van het seizoen      |    |                           |
| FC Volendam                 | 2× | 2007/08, 2011/12          |

## Privé
- Tuijp trouwde op 12 juni 2010 met zijn vriendin.[84] Het koppel heeft een zoon en een dochter.
- Tuijp was in 2008 te zien in de videoclip van het lied "Wiegelied" van de Volendamse formatie 3JS. Hierin speelt hij zichzelf in een tenue van FC Volendam en draagt hij een bal bij zich.[85]